# Rhabdodryas trite
Rhabdodryas trite is een vlindersoort uit de familie Pieridae (witjes) en de onderfamilie Coliadinae.
Rhabdodryas trite werd in 1758 vermeld door Linnaeus in de tiende editie van Systema naturae.